# Jeziora w Czarnogórze
Lista Jeziora w Czarnogórze wymienia jeziora Czarnogóry w porządku alfabetycznym. Zawiera 45 jezior tego kraju.

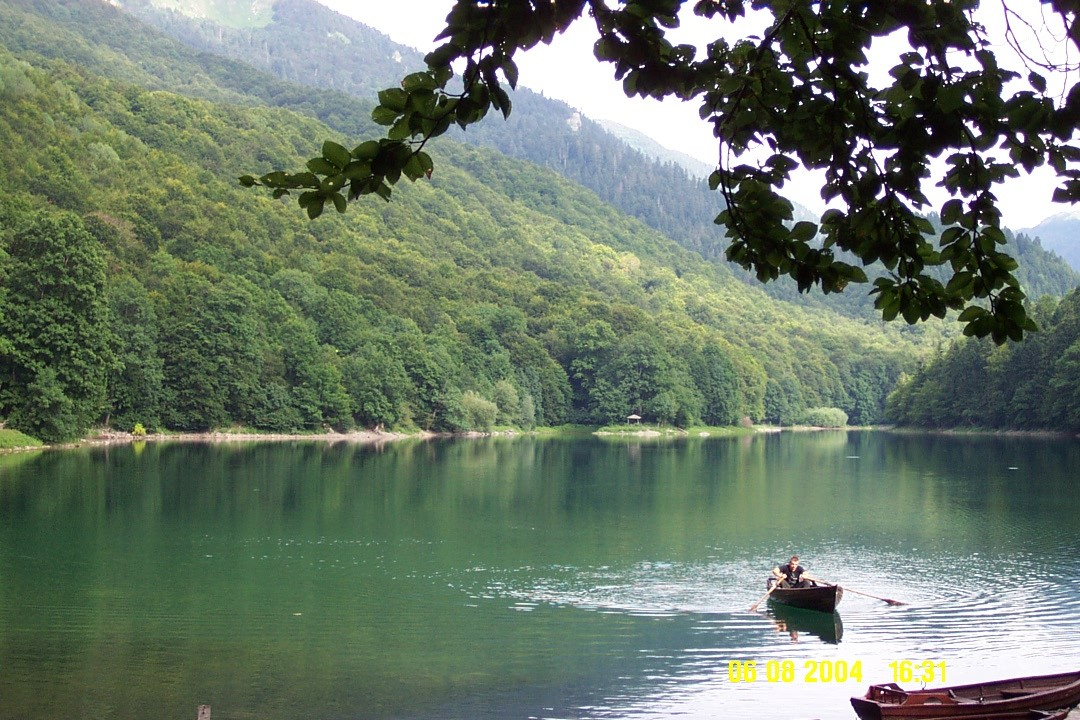
Biogradsko jezero

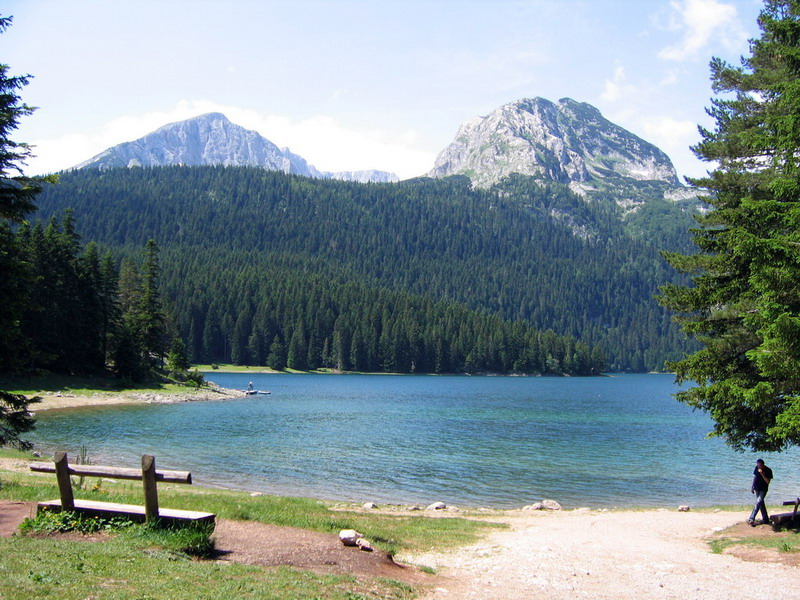
Crno jezero

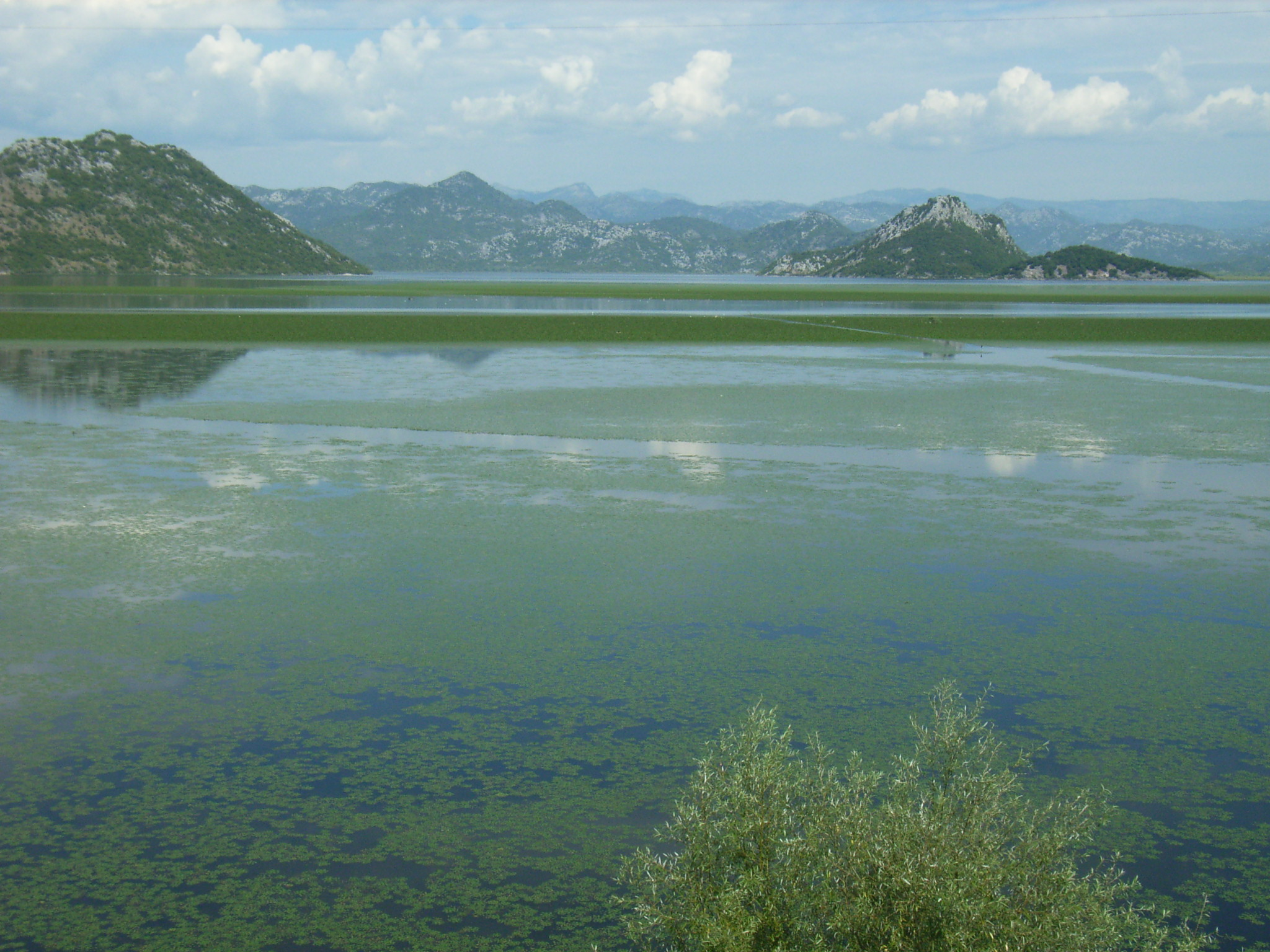
Jezioro Szkoderskie

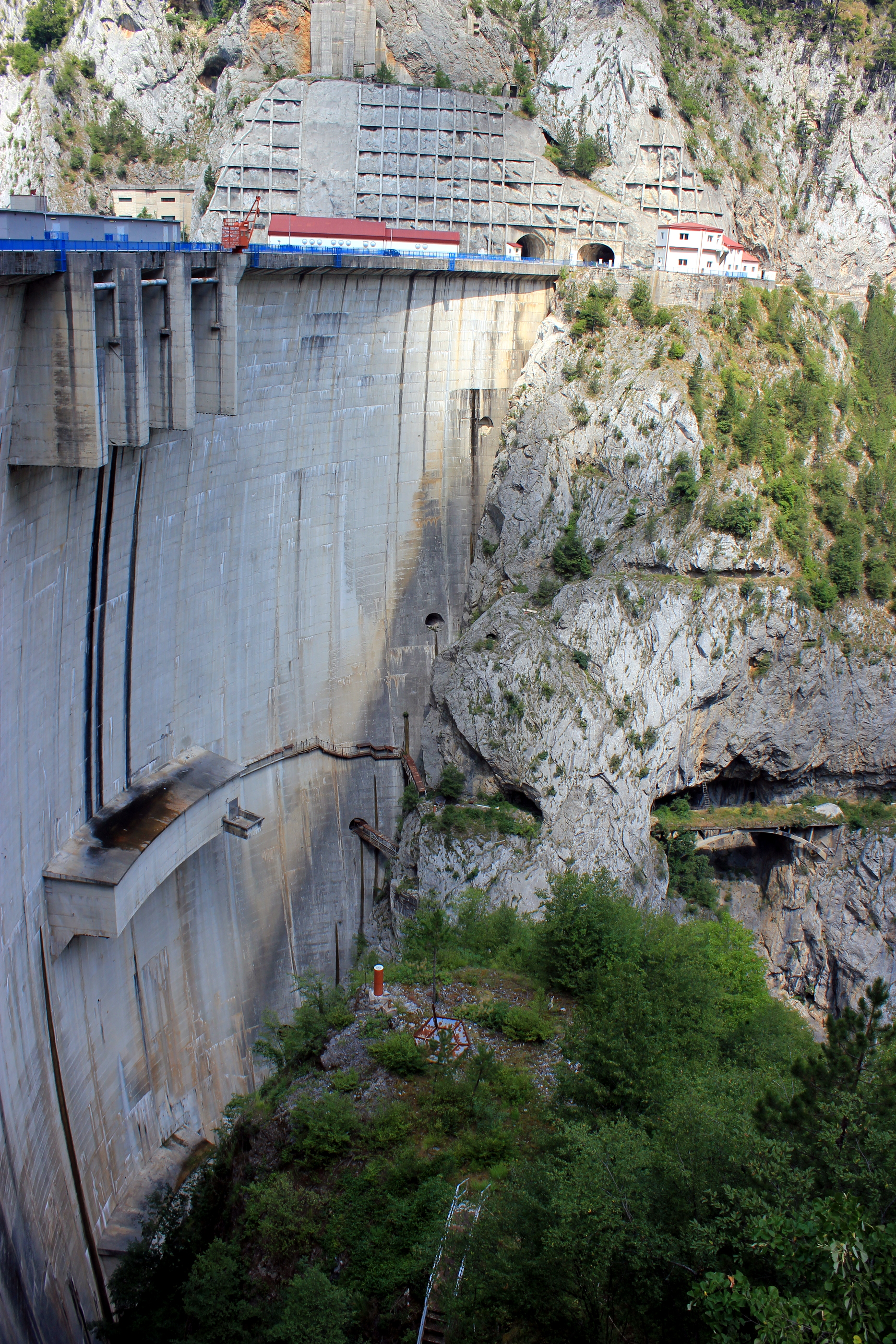
Zapora Mratinje

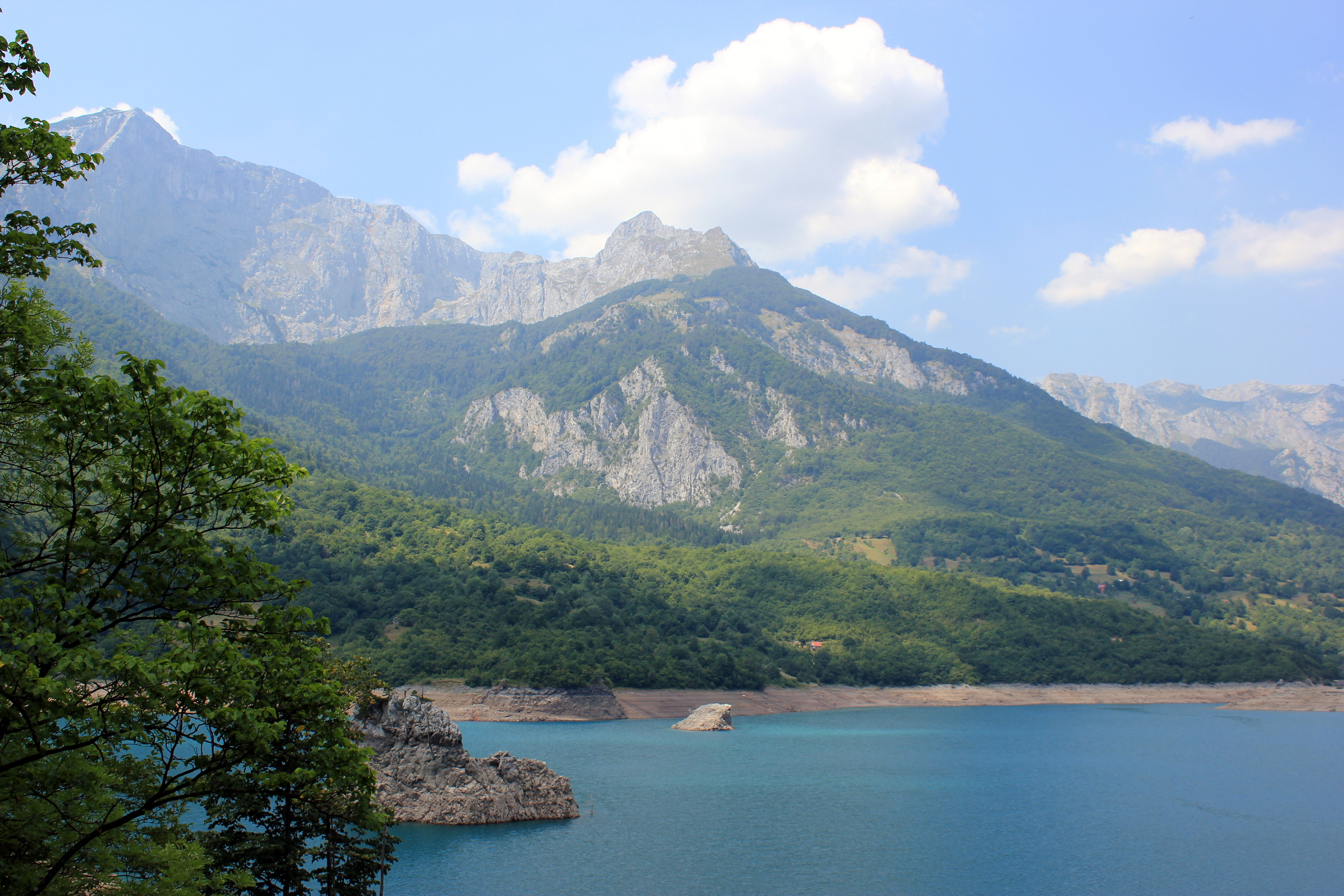
Jezioro zaporowe Pivsko

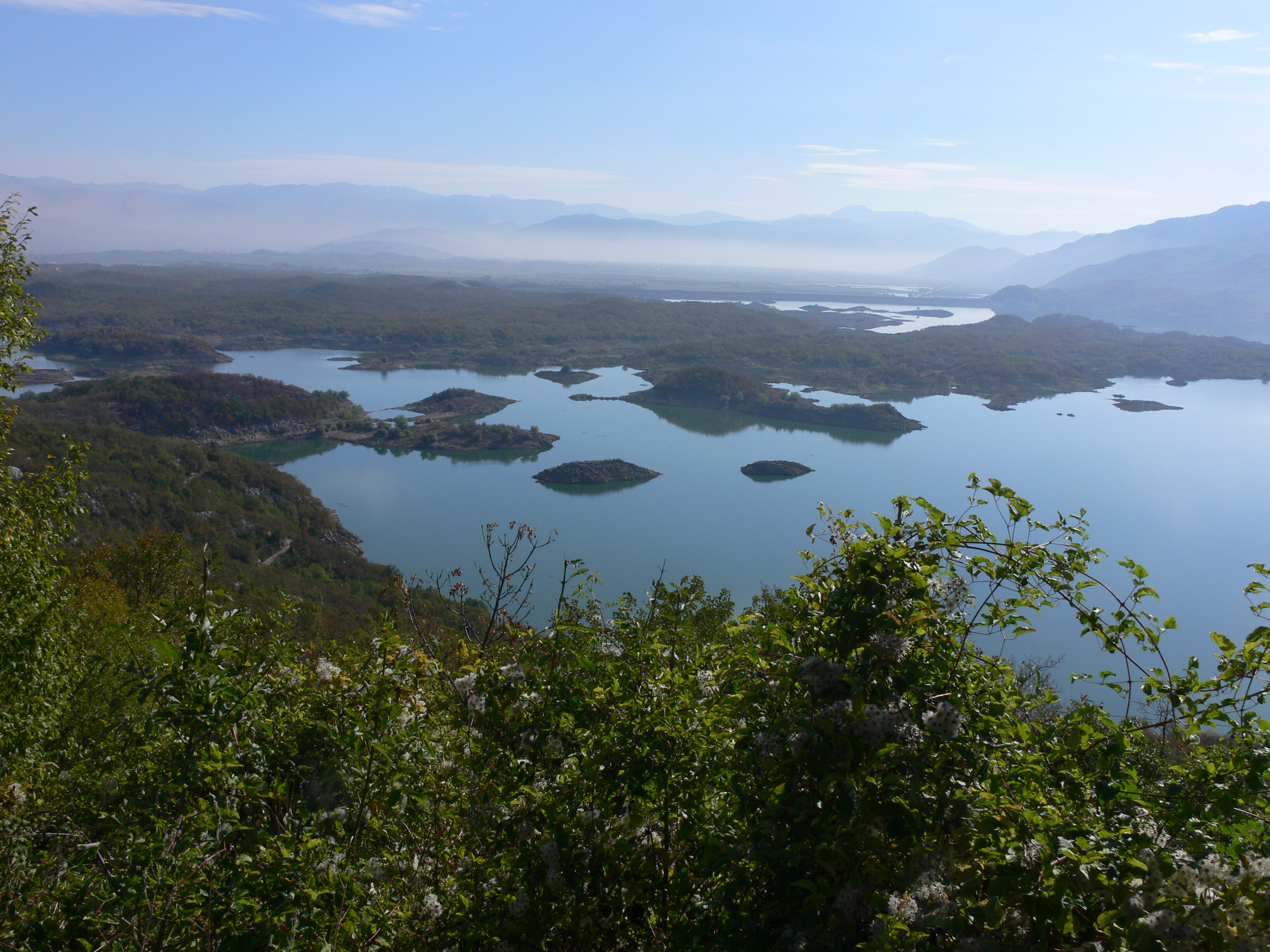
Wyspy na jeziorze Slansko

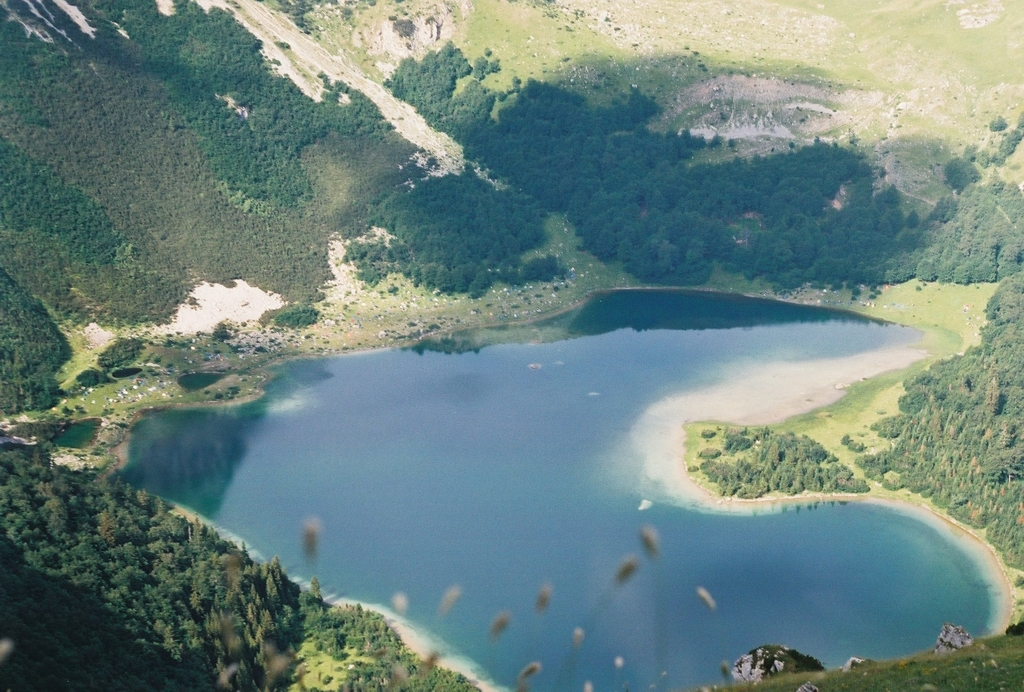
Trnovačko jezero

| Nazwa                     | Uwagi                                                                             | Położenie geograficzne                    | Powierzchnia (ha) | Głębokość (m) |
| ------------------------- | --------------------------------------------------------------------------------- | ----------------------------------------- | ----------------- | ------------- |
| Barno jezero              | w Parku Narodowym Durmitor, niedaleko Žabljaka i jeziora Crno jezero              | 43°09′25″N 19°05′34″E/43,156944 19,092778 | 8,0               | 1,9           |
| Bilećko jezero            | na granicy z Bośnią i Hercegowiną                                                 | 42°49′N 18°27′E/42,816667 18,450000       | 3300              | 104           |
| Biogradsko jezero         | w Parku Narodowym Biogradska Gora                                                 | 42°54′N 19°36′E/42,900000 19,600000       | 22,85             | 12,1          |
| Bukumirsko jezero         | na zachodzie gór Prokletije                                                       | 42°36′18″N 19°33′24″E/42,605000 19,556667 | 1,932             | 17            |
| Crno jezero               | jezioro polodowcowe niedaleko Žabljaka w paśmie Durmitor                          | 43°18′36″N 19°05′27″E/43,310000 19,090833 | 51,62             | 49            |
| Gornje Maloblato          | w Parku Narodowym Jezioro Szkoderskie                                             | 42°20′N 19°10′E/42,333333 19,166667       |                   |               |
| Gostaja                   | jezioro polodowcowe w Parku Narodowym Durmitor                                    | 43°05′48″N 18°56′14″E/43,096667 18,937222 |                   |               |
| Grahovsko jezero          | jezioro zaporowe w Grahovie, niedaleko granicy z Bośnią i Hercegowiną             | 42°40′12″N 18°37′52″E/42,670000 18,631111 |                   |               |
| Hridsko jezero            | na wschód od Plavu                                                                | 42°34′18″N 20°02′06″E/42,571667 20,035000 |                   |               |
| Jablan jezero             | jezioro polodowcowe w Parku Narodowym Durmitor                                    | 43°10′01″N 19°03′39″E/43,166944 19,060833 | 1,747             | 8,5           |
| Kapetanovo jezero         | jezioro polodowcowe, 20 km na wschód od Nikšicia                                  | 42°48′52″N 19°13′53″E/42,814444 19,231389 |                   |               |
| Krupačko jezero           | jezioro zaporowe w pobliżu Nikšicia                                               | 42°48′08″N 18°53′02″E/42,802222 18,883889 | 520               | 8             |
| Jezero Liverovići         | jezioro zaporowe obok Nikšicia                                                    | 42°44′30″N 19°04′00″E/42,741667 19,066667 | 90                |               |
| Vir u Lokvicama           | jezioro polodowcowe w Parku Narodowym Durmitor                                    |                                           |                   | 4,4           |
| Manito jezero             | jezioro polodowcowe w pobliżu Kapetanovo Jezero                                   | 42°48′21″N 19°14′35″E/42,805833 19,243056 |                   |               |
| Modro jezero              | jezioro polodowcowe w Parku Narodowym Durmitor                                    | 43°05′09″N 20°04′20″E/43,085833 20,072222 | 0,73              | 3,3           |
| Pešicia jezero            | we wschodniej części Parku Narodowego Biogradska Gora                             | 42°51′20″N 19°41′21″E/42,855556 19,689167 | 3,74              | 8,4           |
| Pivsko jezero             | największe jezioro zaporowe Czarnogóry, spiętrzone zaporą Mratinje                | 43°10′N 18°52′E/43,166667 18,866667       | 1250              | 188           |
| Plavsko jezero            | jezioro polodowcowe koło Plavu, między górami Prokletije i Visitor                | 42°35′45″N 19°55′30″E/42,595833 19,925000 | 199               | 9             |
| Pošćensko jezero          | jezioro polodowcowe w Parku Narodowym Durmitor                                    | 43°05′29″N 19°06′34″E/43,091389 19,109444 | 1,53              | 3,6           |
| Riblje jezero             | jezioro polodowcowe niedaleko Žabljaka                                            | 43°05′30″N 19°09′04″E/43,091667 19,151111 | 4,24              | 5,5           |
| Rikavačko jezero          | na północny zachód od Podgoricy w pobliżu granicy z Albanią                       | 42°34′15″N 19°36′17″E/42,570833 19,604722 | 11,78             | 14            |
| Savina voda               | jezioro zaporowe pod górą Jablanov vrh                                            | 42°53′59″N 19°25′12″E/42,899722 19,420000 |                   |               |
| Jezioro Szkoderskie       | dwie trzecie należy do Czarnogóry, jedna trzecia do Albanii                       | 42°10′N 19°19′E/42,166667 19,316667       | 36800             | 44            |
| Veliko Skrcko jezero      | jezioro polodowcowe w Parku Narodowym Durmitor                                    | 43°08′08″N 19°00′56″E/43,135556 19,015556 | 5,68              | 17,2          |
| Malo Skrcko jezero        | jezioro polodowcowe w Parku Narodowym Durmitor                                    | 43°08′06″N 19°00′28″E/43,135000 19,007778 | 1,08              | 15,2          |
| Slansko jezero            | jezioro zaporowe koło Nikšicia                                                    | 42°45′13″N 18°51′10″E/42,753611 18,852778 | 890               | 12            |
| Srablje jezero            | jezioro polodowcowe w Parku Narodowym Durmitor                                    | 43°05′09″N 19°04′08″E/43,085833 19,068889 |                   | 1,5           |
| Sušičko jezero            | jezioro w wąwozie w zachodniej części gór Durmitor                                | 43°10′50″N 19°00′02″E/43,180556 19,000556 | 8                 | 5,00          |
| Veliko Stabansko jezero   | jezioro polodowcowe obok Trnovačko jezero                                         | 43°11′40″N 18°43′35″E/43,194444 18,726389 | 4                 |               |
| Malo Stabansko jezero     | jezioro polodowcowe obok Trnovačko jezero                                         | 43°11′10″N 18°43′40″E/43,186111 18,727778 | 0,5               |               |
| Šasko jezero              | na północny wschód od Ulcinja, między Adriatykiem i jeziorem Szkoderskim          | 41°58′27″N 19°19′55″E/41,974167 19,331944 | 360               | 7,8           |
| Veliko Šiško jezero       | w północno-wschodniej części Parku Narodowego Biogradska Gora                     | 42°53′52″N 19°40′20″E/42,897778 19,672222 | 2,9               | 3,2           |
| Malo Šiško jezero         | w północno-wschodniej części Parku Narodowego Biogradska Gora                     | 42°53′20″N 19°40′23″E/42,888889 19,673056 | 0,62              | 1,7           |
| Trnovačko jezero          | na północnym wschodzie, w pobliżu granicy z Bośnią i Hercegowiną                  | 43°15′06″N 18°43′36″E/43,251667 18,726667 | 40                | 9,0           |
| Veliko Ursulovacko jezero | w Parku Narodowym Biogradska Gora, poniżej szczytu Crna Glava                     |                                           | 1,2               | 8,1           |
| Malo Ursulovacko jezero   | w Parku Narodowym Biogradska Gora, poniżej szczytu Crna Glava                     |                                           | 0,5               | 2,2           |
| Valovito jezero           | jezioro polodowcowe w Parku Narodowym Durmitor w pobliżu przełęczy Durmitor Sedlo | 43°05′47″N 19°03′57″E/43,096389 19,065833 | 1,16              | 3,5           |
| Veliko jezero             | w pobliżu jeziora Trnovačko jezero                                                | 43°15′26″N 18°46′03″E/43,257222 18,767500 |                   |               |
| Visitorsko jezero         | górskie jezioro niedaleku Plavu, znane ze swojej pływającej wyspy                 | 42°37′29″N 19°52′49″E/42,624722 19,880278 | 0,5               | 4,1           |
| Vražje jezero             | jezioro polodowcowe koło Žabljaka                                                 | 43°05′02″N 19°08′44″E/43,083889 19,145556 | 11,831            | 10,6          |
| Zabojsko jezero           | jezioro polodowcowe w Parku Narodowym Durmitor                                    | 43°00′41″N 19°22′42″E/43,011389 19,378333 | 2,76              | 18,8          |
| Zeleni Vir                | jezioro polodowcowe w Parku Narodowym Durmitor, poniżej szczytu Bobotov Kuk       |                                           |                   | 2,5           |
| Zmijinje jezero           | (znane też jako Zminje jezero) jezioro polodowcowe w Parku Narodowym Durmitor     | 43°18′36″N 19°04′14″E/43,310000 19,070556 | 1,8               | 7,7           |
| Zminičko jezero           | jezioro polodowcowe niedaleko Žabljaka                                            | 43°06′02″N 19°14′50″E/43,100556 19,247222 | 4,0               | 3,8           |